# Mel Charles
Melvyn "Mel" Charles (født 14. maj 1935 i Swansea, Wales, død 24. september 2016) var en walisisk fodboldspiller (midtbane/angriber).
Charles spillede på klubplan for begge de to største walisiske klubber, Swansea og Cardiff. Han var også i tre sæsoner tilknyttet engelske Arsenal, som han spillede 60 kampe i den engelske liga for.
Charles spillede desuden 31 kampe og scorede seks mål for det walisiske landshold. Han var en del af landets trup til VM i 1958 i Sverige, Wales' eneste VM-deltagelse nogensinde. Han spillede alle holdets fem kampe i turneringen, hvor waliserne nåede frem til kvartfinalen, der dog blev tabt med 1-0 til turneringens senere vindere fra Brasilien.